# Gran Premi de Mònaco del 2000
Resultats del Gran Premi de Mònaco de Fórmula 1 de la temporada 2000, disputat al circuit urbà de Montecarlo el 4 de juny del 2000.

## Resultats de la cursa
| Pos | No | Pilot                 | Equip                  | Voltes | Temps/ Retir.    | Pos. de sort. | Punts |
| --- | -- | --------------------- | ---------------------- | ------ | ---------------- | ------------- | ----- |
| 1   | 2  | David Coulthard       | McLaren - Mercedes     | 78     | 1h 49' 28. 2     | 3             | 10    |
| 2   | 4  | Rubens Barrichello    | Ferrari                | 78     | + 15.889 s       | 6             | 6     |
| 3   | 11 | Giancarlo Fisichella  | Benetton - Playlife    | 78     | + 18.522 s       | 8             | 4     |
| 4   | 7  | Eddie Irvine          | Jaguar - Cosworth      | 78     | + 1' 05.924 min. | 10            | 3     |
| 5   | 17 | Mika Salo             | Sauber - Petronas      | 78     | + 1' 20.775 min. | 13            | 2     |
| 6   | 1  | Mika Häkkinen         | McLaren - Mercedes     | 77     | + 1 Volta        | 5             | 1     |
| 7   | 22 | Jacques Villeneuve    | BAR - Honda            | 77     | + 1 Volta        | 17            |       |
| 8   | 15 | Nick Heidfeld         | Prost - Peugeot        | 77     | + 1 Volta        | 18            |       |
| 9   | 8  | Johnny Herbert        | Jaguar - Cosworth      | 76     | + 2 Voltes       | 11            |       |
| 10  | 5  | Heinz-Harald Frentzen | Jordan - Mugen - Honda | 70     | Virolla          | 4             |       |
| Ret | 19 | Jos Verstappen        | Arrows - Supertec      | 60     | Virolla          | 15            |       |
| Ret | 3  | Michael Schumacher    | Ferrari                | 55     | Suspensions      | 1             |       |
| Ret | 23 | Ricardo Zonta         | BAR - Honda            | 48     | Virolla          | 20            |       |
| Ret | 9  | Ralf Schumacher       | Williams - BMW         | 37     | Virolla          | 9             |       |
| Ret | 6  | Jarno Trulli          | Jordan - Mugen - Honda | 36     | Caixa canvi      | 2             |       |
| Ret | 16 | Pedro Diniz           | Sauber - Petronas      | 30     | Virolla          | 19            |       |
| Ret | 14 | Jean Alesi            | Prost - Peugeot        | 29     | Transmissió      | 7             |       |
| Ret | 21 | Gaston Mazzacane      | Minardi - Fondmetal    | 22     | Virolla          | 22            |       |
| Ret | 20 | Marc Gené             | Minardi - Fondmetal    | 21     | Caixa canvi      | 21            |       |
| Ret | 12 | Alexander Wurz        | Benetton - Playlife    | 18     | Virolla          | 12            |       |
| Ret | 10 | Jenson Button         | Williams - BMW         | 16     | Motor            | 14            |       |
| Ret | 18 | Pedro de la Rosa      | Arrows - Supertec      | 0      |                  | 16            |       |

## Altres
- Pole: Michael Schumacher 1' 19. 475
- Volta ràpida: Mika Häkkinen 1' 21. 571 (a la volta 57)